# Unité émique
 (août 2017).
Améliorez-le ou discutez des points à vérifier. 
Une unité émique, est un type d’objet abstrait utilisé dans l’analyse linguistique et ses domaines connexes. Ce type d’unité est généralement désigné par des termes suffixés en -ème, comme le phonème, le graphème, et le morphème. Une unité émique est définie par Nöth comme « une forme invariante obtenue à partir de la réduction d'une classe de formes variantes à un nombre limité d'unités abstraites ». Les variantes sont appelés unités étiques (terme qui serait construit par extraction des deux dernières voyelles de phonétique). Cela signifie que l’unité émique est considérée comme un seul objet sous-jacent qui peut avoir un certain nombre de différents observables « de surface », les représentations.
Les différentes unités étiques qui représentent une unité émique d'un certain type sont signalés par un terme correspondant avec le préfixe allo-, tels que les allophones, allographe, allomorphe (correspondant respectivement aux phonème, graphème, morphème). La relation entre l'unité émique et ses formes etiques est parfois appelé la relation all/ème[Par qui ?].

## Histoire et terminologie
C’est à la fin du XIXe siècle qu’apparaissent les premières considérations autour de ce type d’unité avec l’emploi du terme de phonème. Ce terme a été initialement utilisé pour se référer simplement à un discours sonore, mais il est vite venu à être utilisé pour désigner un concept abstrait, comme il le fait aujourd'hui (pour plus de détails, voir Phonème: Contexte et d'idées connexes). Le mot vient du grec moderne : φώνημα, phōnēma, signifiant « ce qui est émis (sous forme sonore) », du verbe φωνέω, phōneō, « son », qui vient à son tour du substantif φωνή, phōnē, « son ». D'autres unités émiques, comme morphème et graphème, ont ensuite été analogiquement construites en employant le suffixe -ème. Les termes d’unité émique (emic unit) et d’unité étique (etic unit) ont été introduites par Kenneth Pike.
Le préfixe allo- utilisés dans des termes comme allophone vient du grec ancien ἄλλος, signifiant « autre ». Ce préfixe est également utilisé en chimie.

## Exemples en linguistique
Les éléments suivants sont les types d’unités émiques les plus fréquemment employés en linguistique:
- Un phonème est un objet sous-jacent dont les représentations de surface sont des phones (sons de la parole). Les différents phones représentant le même phonème sont appelés desallophones de ce phonème. Le choix de l'allophone peut dépendre du contexte phonologique (voisins sons), ou peuvent être soumis à une variation libre.
- Un morphème est un objet sous-jacent dont les représentations de surface sont des fragments de la langue pourvu d’un sens autonome. Les différents fragments représentant le même morphème sont appelés allomorphes de ce morphème.
- Un graphème est un objet sous-jacent dont les représentations de surface sont des glyphes (symboles écrits). les différents glyphes représentant le même graphème sont appelés allographes de ce graphème.

Pour d'autres exemples d'unités émiques appliqués dans les diverses branches de la linguistique, voir  chérème, lexème, grammème, kinème sémème, tagmème.

## Généralisations en dehors de la linguistique
La distinction linguistique faite entre descriptions émiques et descriptions étiques a été généralisé par Pike (1954) et d’autres et appliqué dans différentes sciences sociales et comportementales. Dans ce sens généralisé, une description est qualifiée d’émique lorsqu’elle se construit sur un système de représentation endogène d’un phénomène. Par exemple un locuteur natif d'une langue est supposé avoir une représentation, fût-elle inconsciente, du système phonémique de sa langue. À l’inverse une description étique est celle basée sur des observations exogènes.
Pour plus d'informations, voir émique et étique.